# Лондонський молоток

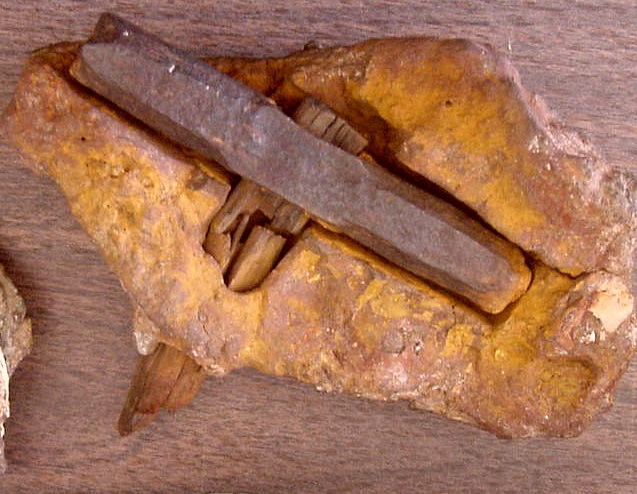
Лондонський молоток, фото 1986 року.

Лондонський молоток — артефакт, знайдений у шматку вапняку крейдяного або ордовицького періоду поблизу міста Лондон (Техас) у 1934 році.

## Історія виявлення
Лондонський молоток був випадково виявлений подружжям Максом та Еммою Ган (англ. Max & Emma Hahn) неподалік від техаського міста Лондон (США). За різними даними це сталося у 1934 чи 1936 році. Шматок вапняку з артефактом, що стирчить з нього, лежав серед інших каменів поряд із стежкою на березі струмка Ред-Крік (англ. Red Creek). Не існує жодних фотографій або іншої надійної документації, що підтверджує точні обставини цієї знахідки. У 1946, а за іншими даними в 1947, Джордж, син подружжя Ган, розколов камінь навколо знахідки, повністю її розкривши.
У 1983 році артефакт купив Карл Бо, відомий американський малоземельний креаціоніст. З того часу він є одним із ключових експонатів його Музею свідчень Створення світу.

## Загальні відомості
Лондонський артефакт — молоток із фрагментом дерев'яної ручки, подібний до тих, що були поширені у США у XVIII—XIX століттях. Металева головка сягає близько 150 мм завдовжки та 25 мм у діаметрі. Матеріал, з якого складається молоток, включає 96,6 % заліза, 2,6 % хлору і 0,74 % сірки. Ручка молотка складається з немінералізованої деревини з кількома невеликими чорними ділянками обвуглювання по краях.

## Версія походження
Дослідженнями, що проводилися, встановлено, що знайдений молоток виготовлений приблизно в другій половині XIX століття. Хоча його включення в кам'яний моноліт і дивує людей, незнайомих з геологічними процесами, найімовірніше те, що в недавньому минулому він просто впав у кам'яну тріщину, де ґрунтовими водами був закупорений вапняковими відкладеннями, за складом подібними до сталактиту.